# Гендлер, Абрам Хунович
Абра́м (Арка́дий) Ху́нович Ге́ндлер (идиш אַבֿרהם הענדלער‎ — Авру́м Гендлер; 29 ноября 1921, Сороки, Бессарабия — 22 мая 2017, Запорожье, Украина) — автор-исполнитель песен на идише, фольклорист, педагог.

## Биография
Аврум (Абрам) Гендлер родился в 1921 году в бессарабском городке Сороки (теперь райцентр Сорокского района Молдовы), был десятым ребёнком в бедной еврейской семье (у него было шесть старших сестёр). Его отец Хуна Уркович Гендлер, уроженец еврейской земледельческой колонии Домбровены, был дамским портным; мать Рухл Гендлер — белошвейкой. Дед со стороны отца был кантонистом. Учился в талмуд-торе. В возрасте одиннадцати лет был вынужден покинуть румынскую гимназию и начать трудовую жизнь, работал портным. Вместе с сёстрами играл в любительской театральной труппе на идише, принимал участие в подпольном коммунистическом движении.
С началом Великой Отечественной войны — в действующей армии, служил в пехотной роте. Также были призваны его брат и сестра, которая служила в медицинской части. Осенью 1941 года получил проникающее шрапнельное ранение в лёгкое. После демобилизации выяснилось, что из всей семьи Гендлер выжили только он и его брат: все остальные члены семьи были либо убиты румынскими войсками, либо погибли на фронте.
Гендлер получил среднее образование в вечерней школе рабочей молодёжи. В 1951 году окончил Московский химико-технологический институт по специальности инженер-технолог по полимерам. Работал в Проектно-конструкторском и технологическом институте автомобильной промышленности СССР. С 1952 года жил в Запорожье, а после выхода на пенсию в 1992 году занялся педагогической деятельностью в запорожской городской еврейской национальной школе-гимназии «Алеф». Разработал комплект материалов по начальному курсу языка идиш, рекомендованный Центром еврейского образования на Украине; расширенный вариант был опубликован как «Методические рекомендации по языку для учителей еврейских общеобразовательных школ России и Украины».
Все эти годы Аркадий Гендлер исполнял авторские и народные еврейские песни, а также писал и свои собственные. В 2001 году вышел его первый компакт-диск «Майн штетеле Сороке» (Мой городок Сороки — My Hometown Soroke) — записанный в Беркли (Калифорния) — в который помимо авторских песен вошли песни на стихи Зейлика Бардичевера, Герца Ривкина, Шулема Бернштейна и неизвестная прежде песня Ицика Мангера. Впоследствии вышли ещё два концертных компакт-диска Гендлера, записанных в Запорожье («Невостребованный еврейский фольклор», 2001) и в Чапел-Хилл (Северная Каролина) в 2002 году («Arkady Gendler In Field Recording»).
Песни Гендлера с нотами были включены в «Антологию современной авторской еврейской песни на идише», выпущенную в 2005 году Департаментом еврейской музыки при Центре еврейского образования Украины. В 2006 году запорожской студией ОРТ на DVD был выпущен видеофильм «Arkady Gendler In Concert» с концертного выступления (с дополнительными материалами).
В 2009 году Еврейским общинным центром Санкт-Петербурга был выпущен DVD «פֿרײען זיך איז גוט» («Фрейен зих из гит!» — «Радоваться — хорошо!»): Аркадий Гендлер поёт песни Зейлика Бардичевера. Альбом «Yidishe Lider», включающий авторские песни Аркадия Гендлера, был выпущен Golden Horn Records (Вена) в 2012 году. Аркадий Гендлер — непременный участник всех основных фестивалей клезмерской музыки в России, на Украине, в США, Канаде, Германии и Польше. Почётный гражданин города Веймар (Германия). Похоронен 26 мая 2017 года на Первомайском кладбище города Запорожье.
Сын — Игорь Абрамович Гендлер (род. 1953), химик.